# آدام بسا
آدام بسا (به فرانسوی: Adam Bessa) یک بازیگر فرانسوی-تونسی است،که برای نقش‌هایش در تولیدات فرانسوی و هالیوودی شناخته شده‌است. و نقش عباس نظیری در سریال آمازون پرایم ویدیو هانا. او برای بازی در فیلم سوختن (۲۰۲۲) برنده جایزه نوعی نگاه برای بهترین اجرا در جشنواره فیلم کن ۲۰۲۲ شد.
بسا در، گرس (فرانسه) در سال ۱۹۹۲،از مادری ایتالیایی-تونسی و پدری تونسی به دنیا آمد. همچنین او به فرانسوی، عربی، انگلیسی و ایتالیایی صحبت می‌کند.

## فیلم‌شناسی

### گزیده آثار بازیگری در سینما
- خوشبختی (۲۰۱۷)
- موصل (۲۰۱۹)
- استخراج (۲۰۲۰)
- اوت کوتور (۲۰۲۱)
- سوختن (۲۰۲۲)
- استخراج ۲ (۲۰۲۳)